# 勿來
勿來是日本福島縣濱通的一個地名。現在磐城市南半部份的一角。

## 地理
- 川：鮫川

## 历史
在律令時代是奥羽三關之一・勿来關的所在地。使用「勿来」這一名字是希望抵御蝦夷南下。
1954年、市制施行，勿来市成立。1966年10月1日，被合併入磐城市。